# Escollo del Catalán
Escollo del Catalán (en italiano: Scoglio del Catalano, en el Idioma sardo: Su Cadelanu también Roca del Catalán o Isla del Catalán) es un islote rocoso de origen volcánico parte del área marina protegida Península del Sinis - Isla Mal di Ventre, (Area marina protetta Penisola del Sinis - Isola Mal di Ventre) que se encuentra a 5,6 millas náuticas de la costa central occidental de la isla madre, Cerdeña, y a 6,1 millas náuticas al suroeste de la isla de Mal di Ventre, tiene un diámetro de sólo 200 metros, y es una de las dos áreas "A" de reserva, delimitada por señales específicas dentro del perímetro dentro del cual está absolutamente prohibido cualquier tipo de actividades, incluida la navegación. Administrativamente hace parte de la Provincia de Oristán, parte de la Región italiana de Cerdeña.